# Unity (canção de Afrika Bambaataa e James Brown)
"Unity" é uma canção gravada por Afrika Bambaataa e James Brown em dueto em 1984. Foi a primeira gravação em que Brown colaborou com um artista associado ao hip hop, um idioma recém criado, altamente influenciado pela música funk do próprio Brown. O título da canção e a capa do single mostrando os dois artistas de mãos dadas expressam a solidariedade entre os dois estilos. A música é similar em sua estrutura ao próprio funk de James Brown do final dos anos 1960 e início dos anos 1970, mas utiliza drum machine e teclados com timbres de electro. A letra com partes de rap fala de "Peace, unity, love, and having fun". O single alcançou o número 87 da parada R&B.
"Unity" contém diversas referências as gravações anteriores de Brown. A a cappella que abre a canção parafraseia um de seus sucessos de 1970 "Get Up, Get into It, Get Involved" e uma passagem instrumental no meio da Parte 1 é emprestada do sucesso de 1969 "Give It Up or Turnit a Loose".
Um videotape foi feito durante as gravações no Studio A do Unique Recording Studios, Nova Iorque. A fita foi dada à Fred Seibert e Alan Goodman da Fred/Alan Inc. para fazer um videoclipe de baixo custo. A equipe trabalhou com o diretor/produtor Tom Pomposello e os diretores  criativos Marcy Brafman e Peter Caesar para a criação do vídeo.

## Músicos
- James Brown - vocais
- Afrika Bambaataa - vocais
- "Chops" - sopro
- Brian Banks- teclados
- Anthony Marinelli - teclados
- Robin Halpin - teclados
- Skip McDonald - guitarra
- Doug Wimbish - baixo
- Keith LeBlanc - bateria[3]

## Versão 12"
Um 12" com as seis partes de "Unity" foi lançado e listado da seguinte maneira:
1. Unity (Part 1: The Third Coming) - 3:20
2. Unity (Part 2: Because It's Coming) - 3:20
3. Unity (Part 3: Nuclear Wildstyle) - 3:29
4. Unity (Part 4: Can You See It) - 6:47
5. Unity (Part 5: The Light) - 4:15
6. Unity (Part 6: World War 3) - 2:44